# Villa Dr.-Schmincke-Allee 23 (Radebeul)
Die Villa Dr.-Schmincke-Allee 23 liegt im Stadtteil Serkowitz der sächsischen Stadt Radebeul. Sie wurde 1891 durch die ortsansässigen Baumeister Gebrüder Ziller errichtet. Im Jahr 1930 baute der Architekt Max Czopka das Gebäude auf der Rückseite um, erstellte dort einen Anbau und beseitigte insgesamt die Fassadengliederung, die ursprünglich etwa der der Villa Dr.-Schmincke-Allee 16 entsprach.

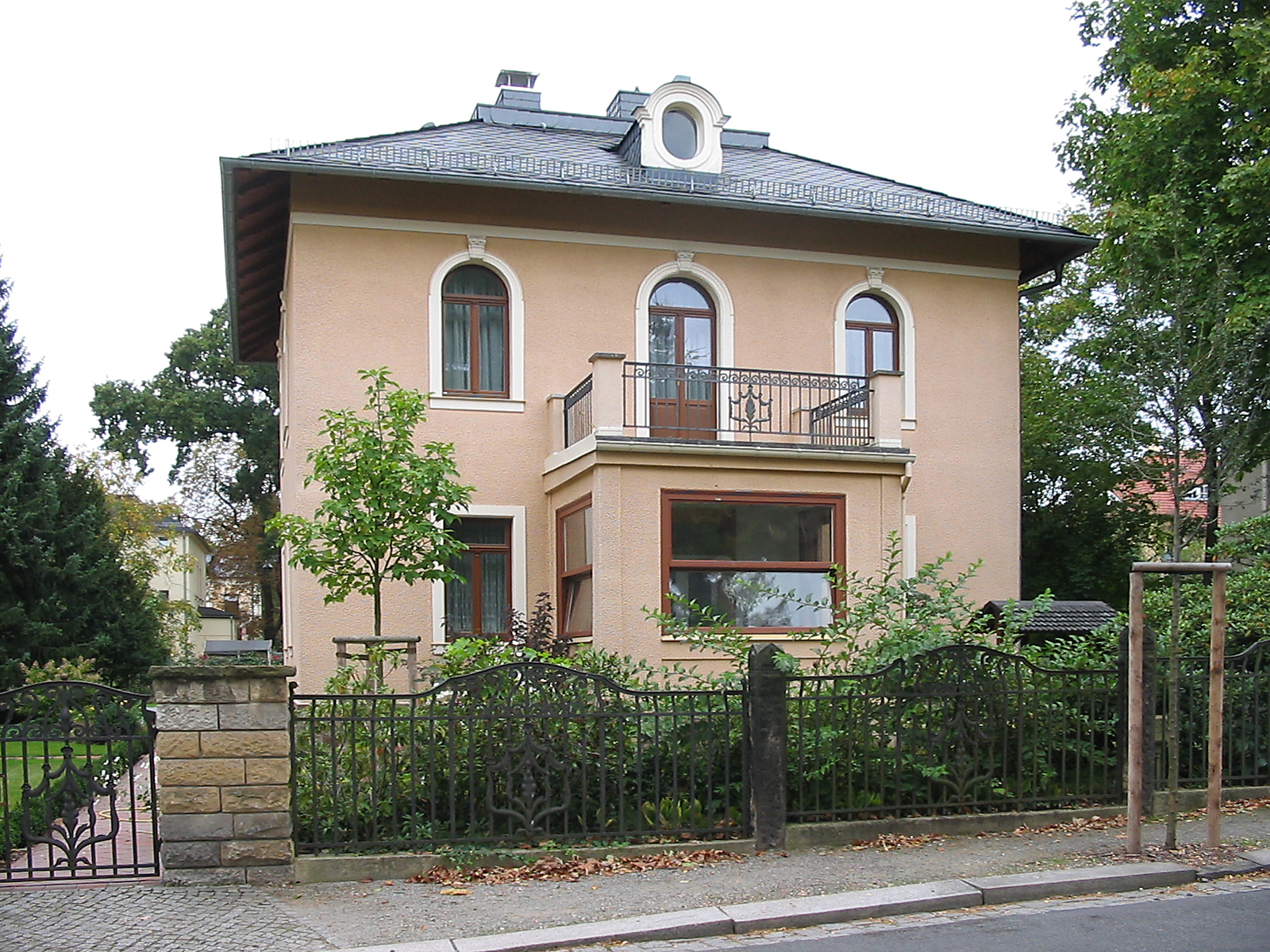
Villa Dr.-Schmincke-Allee 23

## Beschreibung

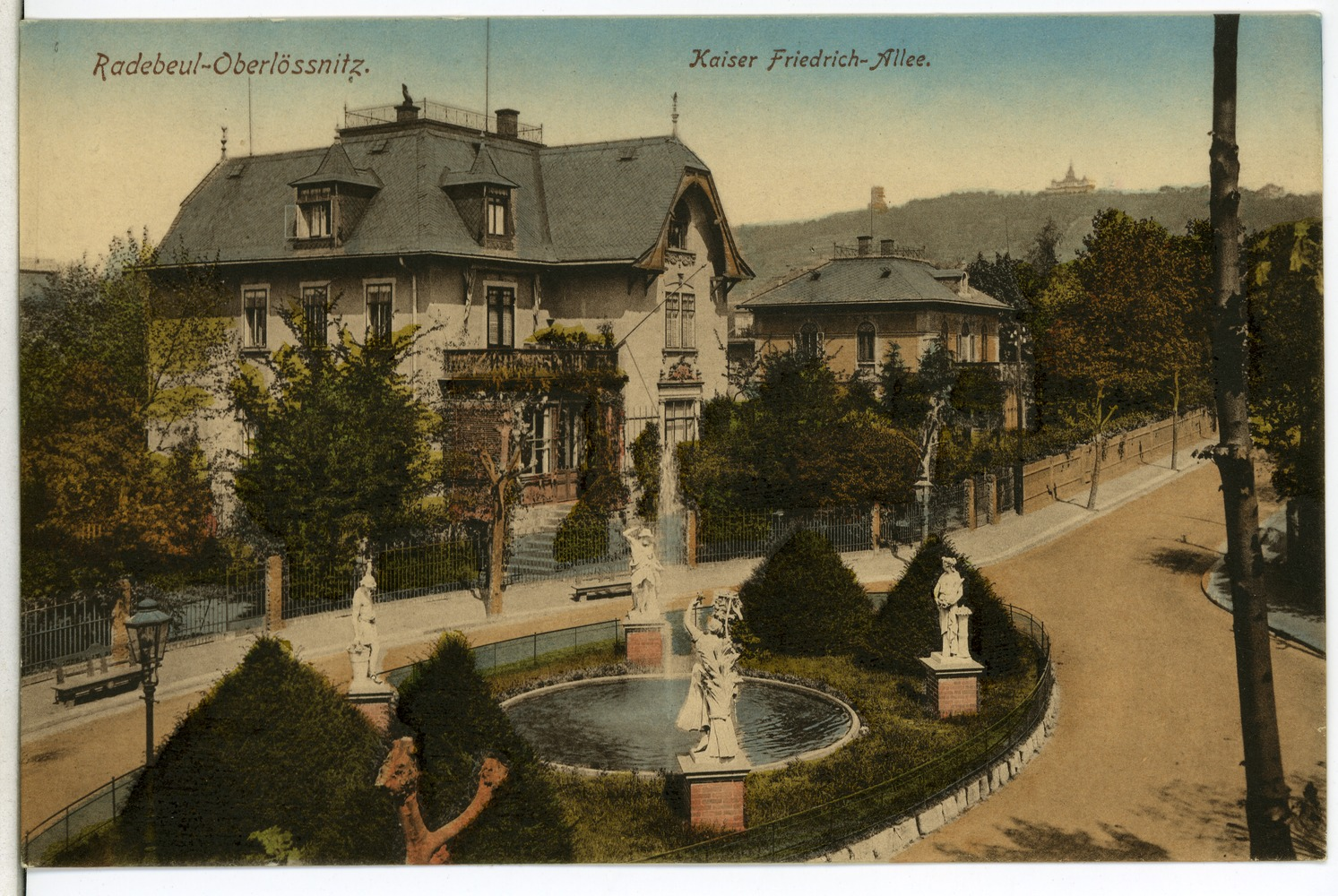
Dr.-Schmincke-Allee 23 rechts der Nr. 21, nördlich des Fontainenplatzes (1910). In der Ferne: Bismarckturm und Spitzhaus

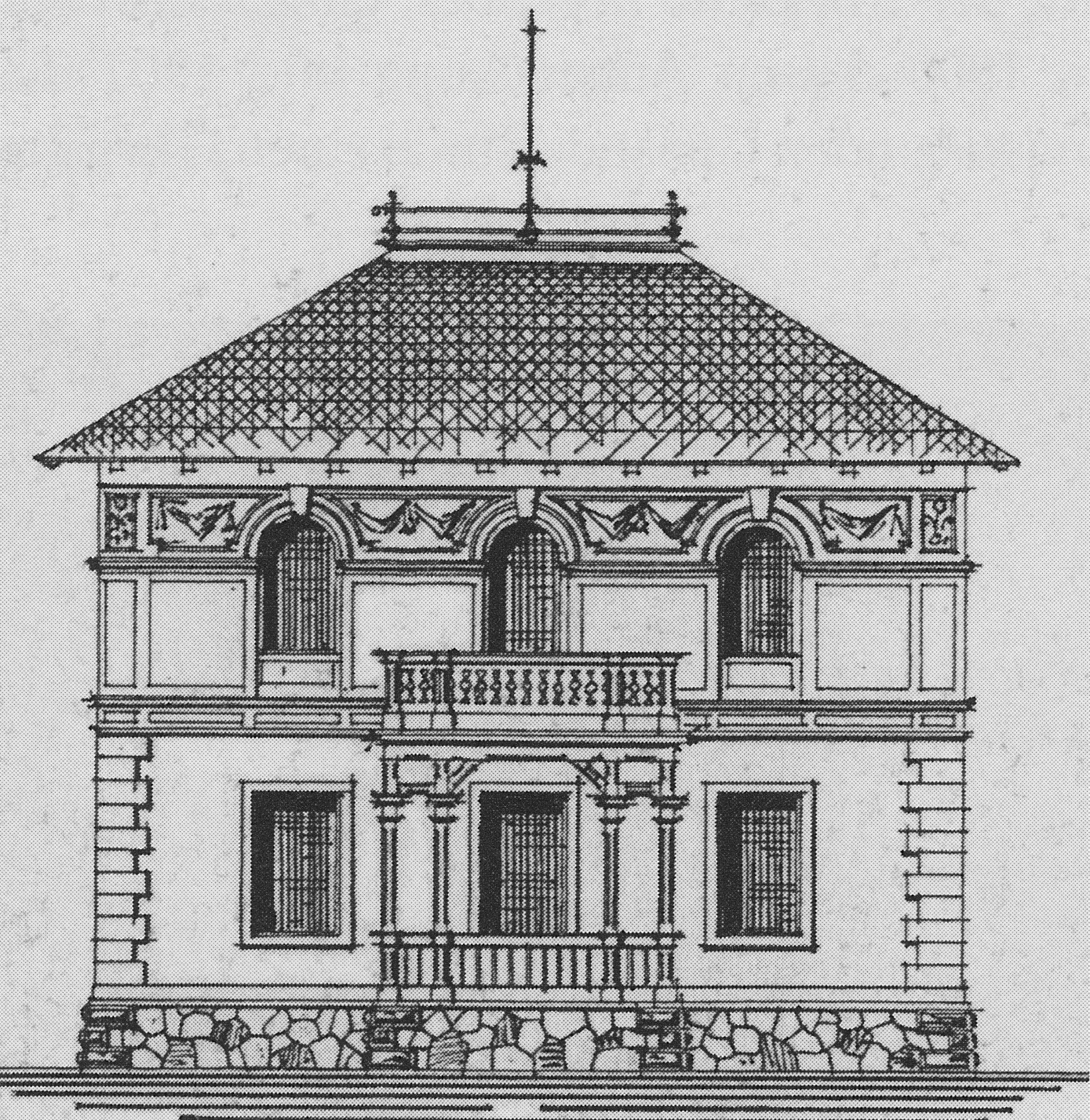
Bauzeichnung der Villa Dr.-Schmincke-Allee 23, um 1891

Die zweigeschossige, zusammen mit ihrer Einfriedung bis mindestens 2012 unter Denkmalschutz stehende landhausartige Villa hat eine Größe von drei zu zwei Fensterachsen, dazu einen rückwärtigen Anbau. Obenauf sitzt ein abgeplattetes, schiefergedecktes Walmdach, in diesem befindet sich in der Straßenansicht eine Lukarne. Ebenfalls in der Straßenansicht findet sich eine inzwischen massiv ausgeführte Veranda mit Fenstern sowie einem Austritt obenauf.
Die Fenster werden durch Sandsteingewände eingefasst, im Obergeschoss sind sie als Rundbogenfenster ausgebildet und tragen einen Schlussstein. Die Fassaden sind inzwischen nur noch stark reduziert ausgebildet.
Die Einfriedung besteht aus neobarocken Ziergitterfeldern zwischen Sandsteinpfeilern.